# Live in Indonesia (Jack Jersey)
Live in Indonesia is een muziekalbum van Jack Jersey uit 1982. Hij bracht het op elpee, cassette en cd uit. Op het laatste nummer na zijn het allemaal live-versies van nummers die hij eerder uitbracht op een single. De nummers zijn opgenomen tijdens optredens die hij tijdens zijn tour van 1977 in Indonesië gaf.

## Nummers
| Nr. | naam                       | schrijver                           | duur |
| --- | -------------------------- | ----------------------------------- | ---- |
| A1  | Papa was a poor man        | Jack de Nijs en Henk Haast          | 3:33 |
| A2  | Puerto de Llansa           | Jack de Nijs en Milly Trap          | 3:02 |
| A3  | I wonder                   | Jack de Nijs en Jacques Verburgt    | 2:29 |
| A4  | Rub it in                  | Layng Martine jr.                   | 1:51 |
| A5  | In the still of the night  | Jack de Nijs en Henk Haast          | 2:14 |
| A6  | Shanah                     | Jack de Nijs, Milly Trap en K. Naar | 3:29 |
| A7  | Don't break this heart     | Jack de Nijs                        | 2:16 |
| A8  | On this night              | Andrew Lloyd Webber en Tim Rice     | 2:41 |
| A9  | Me and Bobby McGee         | Kris Kristofferson en Fred Foster   | 2:42 |
| B1  | Sri Lanka... my Shangri-La | Jack de Nijs, Milly Trap en K. Naar | 4:44 |
| B2  | Woman                      | Jack de Nijs, Milly Trap en K. Naar | 2:26 |
| B3  | Blue brown-eyed lady       | Jack de Nijs                        | 3:19 |
| B4  | Silvery moon               | Jack de Nijs en K. Naar             | 2:10 |
| B5  | I'm calling                | Jack de Nijs                        | 3:22 |
| B6  | Mary Lee                   | Jack de Nijs en Jacques Verburgt    | 2:41 |
| B7  | Gone girl                  | Jack Clement                        | 2:34 |
| B8  | She was dynamite           | Jack de Nijs en Jacques Verburgt    | 2:34 |
| B9  | This means goodbye         | Jack de Nijs, Milly Trap en K. Naar | 2:02 |